# Uhenfels (Schiff, 1931)
Die 1931 in Dienst gestellte zweite Uhenfels der Deutschen Dampfschiffahrtsgesellschaft Hansa (DDG „Hansa“) war das letzte einer Serie von vier Frachtschiffen für Schwerguttransporte der Reederei, die auf der Werft AG Weser zwischen 1929 und 1931 fertiggestellt wurden.
1939 versuchte die auf der Heimreise befindliche Uhenfels nach Kriegsausbruch aus dem Indischen Ozean um das Kap der Guten Hoffnung und durch den Atlantik die Heimat zu erreichen. Am 5. November 1939 entdeckten Flugzeuge der Ark Royal das Schiff auf der Höhe von Freetown. Ein britischer Zerstörer verhinderte die Selbstversenkung des Schiffes.

Die aufgebrachte Uhenfels wurde ab 1940 als Empire Ability unter britischer Flagge eingesetzt. Am 27. Juni 1941 wurde sie aus einem Konvoi vom deutschen U-Boot U 69 torpediert und sank auf 23° 50′ 0″ N, 21° 11′ 0″ W.

## Geschichte des Schiffes
Die zweite Uhenfels erhielt den Namen eines bei der AG Weser gebauten Frachtschiffes der Rheinfels-Klasse, das sich von 1907 bis 1918 im Dienst der DDG „Hansa“ befunden hatte. Den Namen erhielt es nach dem Schloss und Gut Uhenfels in Seeburg bei Urach, das 1899 vom Bankier Georg Gabriel Warburg (1871–1923) der Hamburger Bankiersfamilie.

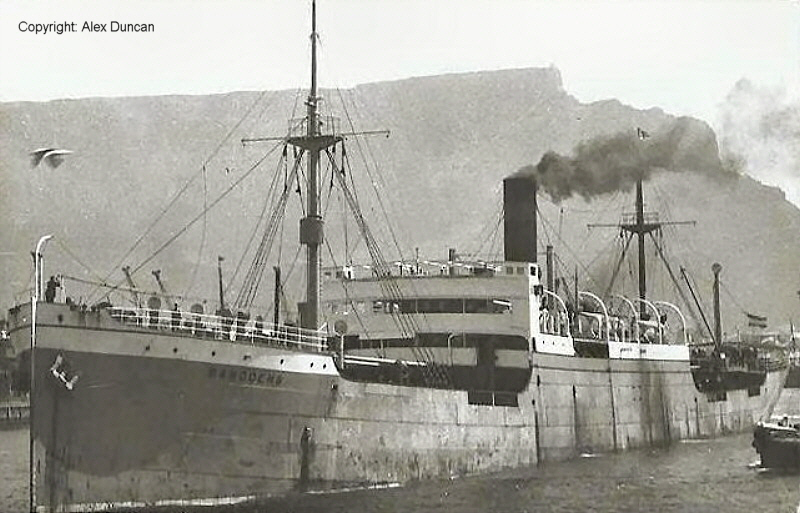
Die erste Uhenfels als Bandoeng

Die im April 1907 übernommene erste Uhenfels (5577 BRT, 8670 tdw) war das erste von der AG Weser für den Ostindien-Dienst der Reederei gebaute Frachtschiff nach den beiden kleinen Dampfern Soneck und Stahleck von 834 BRT für die Nord- und Ostsee-Fahrt im Jahre 1883. Die erste Uhenfels wurde 1914 in Tanjung, dem Haupthafen von Batavia in Niederländisch-Indien aufgelegt und noch im Oktober 1918 als Ausgleich für erlittenen Kriegsverlusten vom Deutschen Reich an die niederländischen Regierung übertragen. Als Bandoeng nahm das Schiff 1919 den Dienst für den Rotterdamschen Lloyd auf. Anfang 1931 wurde die Bandoeng erst stillgelegt und am Ende des Jahres zum Abbruch verkauft.

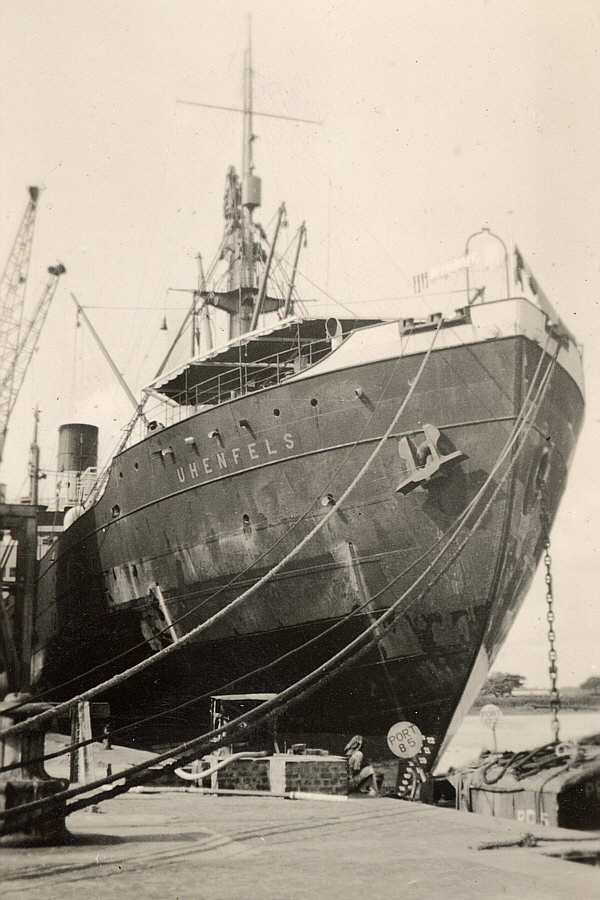
Der Maierbug der Uhenfels

Die zweite Uhenfels der 30. Neubau der inzwischen zur Deschimag gehörenden AG Weser für die DDG „Hansa“. Sie gehörte zum zweiten Auftrag für zwei weitere Schiffe der neuentwickelten Schwergutfrachter bei der Lichtenfels -Klasse. Die Werft baute unter den Baunummern 885 und 886 zwei weitere Schiffe, die sich wie die beiden ersten Schiffedurch eine konsequente Anwendung der Maierform und ihr Schwergutladegeschirr auszeichneten.
Die Form gab den Schiffen insbesondere am Bug ein sehr charakteristisches Aussehen. Das Ladegeschirr bestand aus je einem 120-t-, 30-t- und 15-t-Ladebaum sowie 18 × 5-t-Ladebäume.
Das neue Schiff hatte. wie die Schwesterschiffe, eine Länge von 160,45 m über alles und 149 m zwischen den Loten. Die Breite betrug 18,94 m und der Tiefgang 7,77 m. Die Uhenfels war mit 7503 BRT und 4502 NRT vermessen und besaß eine Tragfähigkeit von 10.340 tdw. Angetrieben von einer 3-Zylinder-Dreifach-Expansionsmaschine der Bauwerft mit einer Bauer-Wach-Abdampfturbine von 5.100 PSi, die auf einen Propeller wirkte, konnte das Schiff eine Geschwindigkeit von 13,7 kn erreichen.
Die am 12. März 1931 abgelieferte Uhenfels war bis zu den Beschaffungen nach dem Vierjahresplan des Dritten Reiches der letzte Neubau eines Schiffes für die DDG „Hansa“ bis zur Indienststellung der Ehrenfels 1936.

### Einsätze

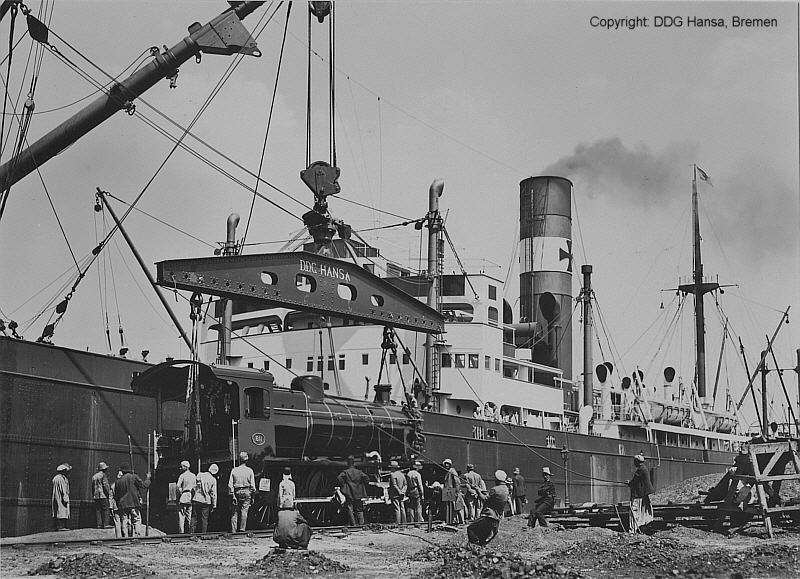
Lokentladung von der Uhenfels

Haupteinsatzgebiet der neuen Uhenfels und ihrer Schwesterschiffe wurde der Transport von rollendem Material für Eisenbahnen in den Mittleren Osten. Der Schwergutbaum ermöglichte die selbstständige Be- und Entladung von Lokomotiven auf Gleise am Pier ohne weitere Hafeneinrichtungen. Trotz der Weltwirtschaftskrise waren die Neubauten ein Erfolg und begründeten den Ruf der DDG „Hansa“ als Schwergutreederei.
1936 wurde die Uhenfels als Transporter für Versorgungsgüter der Legion Condor nach Spanien eingesetzt. 1939 war die Uhenfels Ende Juli aus Bandar Shapur mit der Barkasse „DDG HANSA VII“ an Deck nach Bombay ausgelaufen und hatte kurz vor Kriegsausbruch am 25. August 1939 Bombay zur Heimreise nach Deutschland verlassen. Über die portugiesische Kolonie Mozambique versuchte sie die Heimat zu erreichen.

### Kriegsschicksal

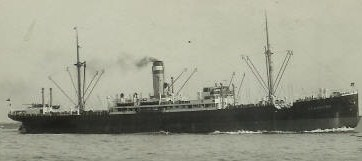
Die Dortmund

Da das Schiff über keine ausreichenden Kohlenvorrat verfügte, lief es am 10. September Lourenco Marques an. Es gelang nicht, dort Kohlen zu erhalten. Schließlich wurden die Bunker aus der im Hafen liegenden Dortmund (5138 BRT, 1926) der Hapag gefüllt und erst am 13. Oktober 1939 gelang es der Uhenfels im dritten Versuch, ungehindert den Hafen der portugiesischen Kolonie zu verlassen. Unbemerkt passierte das Schiff die Südspitze Afrikas und den Südatlantik. Sie hatte Opium im Wert von £ 250.000, sowie Baumwolle und Häute als Ladung an Bord.
Die alliierten Suchgruppen nach dem im Südatlantik operierenden Panzerschiff Admiral Graf Spee wurden der Uhenfels schließlich zum Verhängnis. Am 5. November 1939 entdeckten zwei Flugzeuge des britischen Flugzeugträgers Ark Royal das deutsche Schiff etwa 230 Seemeilen vor Freetown. Der britische Zerstörer Hereward wurde zur Überprüfung des Schiffes entsandt. Er fand die Uhenfels und setzte sofort ein Prisenkommando über, das die von der Besatzung eingeleitete Versenkung verhindern konnte. Der Zerstörer brachte das Schiff am folgenden Tag nach Freetown ein. 61 Mann wurden gefangen genommen. Die Uhenfels hatte nur wenige Lebensmittel an Bord.

### Einsätze unter britischer Flagge
Die Uhenfels traf am 18. März 1940 in Gibraltar ein und ging ins Dock zu einer Inspektion. Mit einer Ladung Mais, Palmkernen und anderen Lebensmitteln aus Westindien ging sie dann nach London, wo sie am 5. April als erstes erbeutetes deutsches Schiff einlief.

Im April 1940 wurde das deutsche Schiff in Empire Ability umbenannt und vom Ministry of War Transport (MoWT) eingesetzt. Bereedert wurde das Schiff dann von den Elder Dempster Lines. Am 23. Oktober 1940 erhielt die Empire Ability einen Bombentreffer bei einem Angriff der Luftwaffe auf Gare Loch, einem Arm des Firth of Clyde in Schottland, in dem Schiffe für einen neuen Geleitzug bereitgestellt wurden.
Die Empire Ability wurde in den frühen Morgenstunden des 27. Juni 1941 südwestlich der Kanarischen Inseln aus dem Konvoi SL-78 heraus vom deutschen U-Boot U 69 bei dessen dritten Anlauf auf den Geleitzug torpediert und versenkt. Das U-Boot hatte zuvor schon das Dampfschiff River Lugar (5423 BRT, Bj. 1937) versenkt, das innerhalb von Sekunden versunken war. Nur sechs Überlebende konnten gerettet werden. Die um 2:37 Uhr getroffene Empire Ability geriet in Brand und sank nach 21 Minuten. Zur Ladung des Schiffes gehörten 7725 t Zucker und 238 t Rum. Nur zwei Mann kamen ums Leben. 107 Mann, darunter 17 Militärangehörige und 27 zivile Passagiere wurden von der America (10.218 BRT, 1930) aufgenommen und später an die Korvette HMS Burdock abgegeben. Die Korvette brachte die Schiffbrüchigen nach Milford Haven.
Nach den Verlusten der Schwesterschiffe Freienfels und Geierfels am 19. Dezember 1940 vor Livorno sowie der Lichtenfels am 4. April 1941 in Massaua waren jetzt alle Schiffe der Klasse Kriegsverluste.